# Armand Wiktoryn Cieszejko
Armand Wiktoryn Cieszejko (ur. ok. 1660, zm. przed 24 listopada 1698 w Brodach) – polski duchowny katolicki, dominikanin, biskup bakowski.
Po złożeniu ślubów zakonnych w 1680 był wychowawcą młodzieży zakonnej oraz wykładowcą filozofii i teologii w Wilnie oraz przełożonym klasztoru w Grodnie. 15 marca 1694 papież mianował go biskupem bakowskim. Rezydował w Brodach, nie mogąc objąć rządów w diecezji z powodu wojny z Imperium Osmańskim. 16 czerwca 1698 czyniąc testament w Brodach zapisał klasztorowi oo. dominikanów w Podkamieniu 500 złp. prosząc, by ciało jego tymczasowo spoczywało w klasztorze.